# Norapartiet

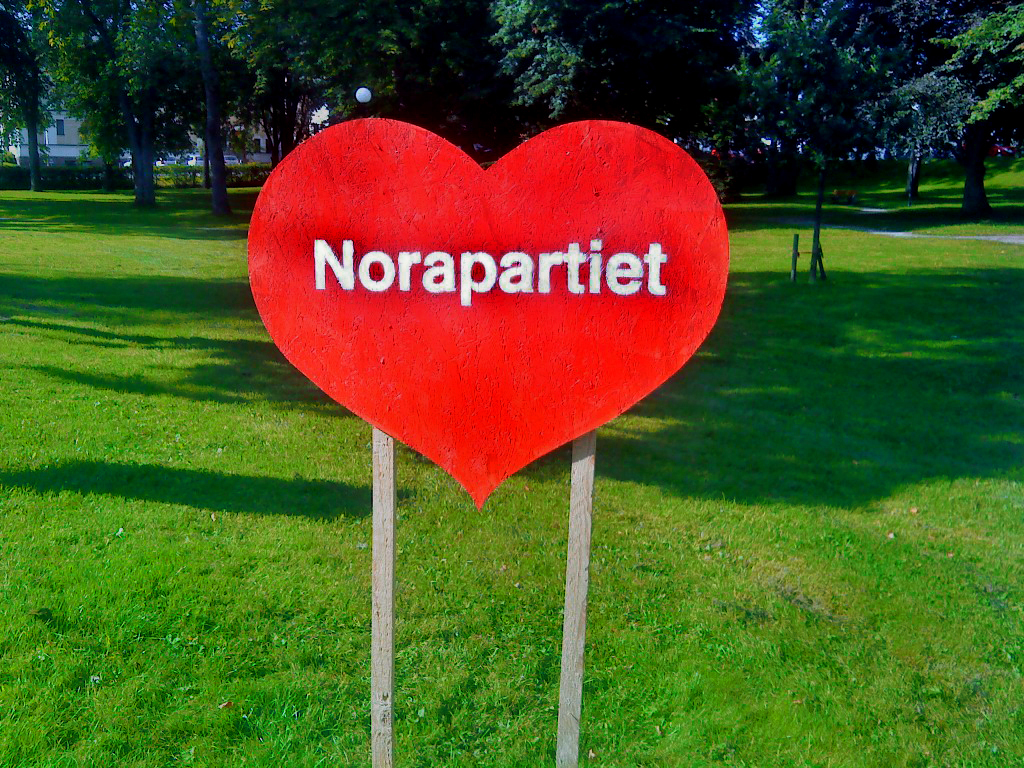
Norapartiets valskylt använd under valrörelsen 2010.

Norapartiet (NP) är ett obundet lokalt politiskt parti i Nora kommun. Partiet har en sakpolitisk agenda utan ideologiska kopplingar. Valet 2010 gick man till val med ett antal hjärtefrågor där främst skapandet av en länspendel från Nora till Örebro och centralt bostadsbyggande betonades.
I kommunalvalet 2010 fick partiet 13,5 % av rösterna och 5 mandat av de 35 i kommunfullmäktige.
Efter valet skapades en allians mellan NP och de borgerliga partierna. Under hösten 2011 hoppade KD av samarbetet och i samband med detta så tog de borgerliga partierna avstånd från NP:s sätt att agera i olika kommunala frågor.
I kommunalvalet 2014 fick partiet 6,96 % av rösterna och 2 mandat av de 35 i kommunfullmäktige.

## Historia
Norapartiet bildades den 30 mars 2010 när några personer bestämde sig för att det inte räckte med att försöka påverka de existerande partierna. Fler personer anslöt och en valsedel om 21 namn skapades. Som ett svar på Socialdemokraternas i Nora skrift "Ärligt Talat" började Norapartiet ge ut sin egen skrift "Allvarligt Talat", en skrift som kom ut i fyra nummer under valrörelsen. 